# Mongolië op de Olympische Zomerspelen 1972
Mongolië nam deel aan de Olympische Zomerspelen 1972 in München, West-Duitsland. Er werd één keer zilver gewonnen net als vier jaar eerder. Toen werden echter ook nog drie bronzen medailles behaald.

## Medailleoverzicht
| Sport     | Olympiër          | Discipline | Medaille |
| --------- | ----------------- | ---------- | -------- |
| Worstelen | Khorloo Bayanmunk | –100kg (m) | Zilver   |

## Deelnemers en resultaten
(m) = mannen, (v) = vrouwen 

### Atletiek
| Olympiër               | Discipline      | Resultaat | Prestatie                          |
| ---------------------- | --------------- | --------- | ---------------------------------- |
| Byambajavyn Enkhbaatar | 100m (m)        | 69e       | serie 1: 6de in 10,93              |
| Byambajavyn Enkhbaatar | verspringen (m) | DNS       | kwalificatie groep B: niet gestart |

### Boksen
| Olympiër              | Discipline  | Resultaat | Prestatie                                                                                 |
| --------------------- | ----------- | --------- | ----------------------------------------------------------------------------------------- |
| Vanduin Batbayar      | -48kg (m)   | 17e       | 1ste ronde: V van CHI Velasquez: 0-5                                                      |
| Nyamdashiin Batsüren  | -51kg (m)   | 9e        | 1ste ronde: vrij 2de ronde: W van ESP García: 4-1 3de ronde: V van KOR You: 1-4           |
| Buyangiin Ganbat      | -54kg (m)   | 9e        | 1ste ronde: vrij 2de ronde: W van CMR Oleme: 5-0 3de ronde: V van USA Carreras: 2-3       |
| Buyangiin Ganbat      | -57kg (m)   | 17e       | 1ste ronde: vrij 2de ronde: V van BUL Kunchev: 2-3                                        |
| Khaidavyn Altankhuyag | -60kg (m)   | 9e        | 1ste ronde: vrij 2de ronde: W van ARG Comaschi: 5-0 3de ronde: V van TUR Doruk: 2-3       |
| Sodnomyn Gombo        | -63,5kg (m) | 9e        | 1ste ronde: W van ZAM Kunda: 5-0 2de ronde: V van YUG Vujin: 2-3                          |
| Damdinjavyn Bandi     | -67kg (m)   | 9e        | 1ste ronde: vrij 2de ronde: W van GHA Ankoudey: 3-2 3de ronde: V van HUN Kajdi: knock-out |
| Namkhain Tsend-Ayuush | -71kg (m)   | 32e       | 1ste ronde: vrij 2de ronde: V van KOR Jae: 2-3                                            |
| Gombyn Zorig          | -81kg (m)   | 32e       | 1ste ronde: V van EGY Ali: 0-5                                                            |

### Boogschieten
| Olympiër            | Discipline      | Resultaat | Prestatie                                                                              |
| ------------------- | --------------- | --------- | -------------------------------------------------------------------------------------- |
| Galsangiin Byambaa  | individueel (m) | 43e       | 1ste ronde: 45ste met 1112 punten 2de ronde: 43ste met 1141 punten totaal: 2253 punten |
|                     |                 |           |                                                                                        |
| Natjavyn Dariimaa   | individueel (v) | 14e       | 1ste ronde: 8ste met 1189 punten 2de ronde: 17de met 1152 punten totaal: 2341 punten   |
| Doljingiin Demberel | individueel (v) | 36e       | 1ste ronde: 36ste met 1040 punten 2de ronde: 34ste met 1102 punten totaal: 2142 punten |

### Gewichtheffen
| Olympiër                   | Discipline  | Resultaat | Prestatie                                                                                 |
| -------------------------- | ----------- | --------- | ----------------------------------------------------------------------------------------- |
| Zulyn Dalkhjav             | -56kg (m)   | 15e       | drukken: 8ste met 115kg trekken: 17de met 87,5kg stoten: 16de met 120kg totaal: 322,5kg   |
| Siyannyambuugiin Dorjkhand | -56kg (m)   | 17e       | drukken: 15de met 105kg trekken: 16de met 92,5kg stoten: 17de met 115kg totaal: 312,5kg   |
| Radnaasediin Amgaased      | -67,5kg (m) | DNF       | drukken: 17de met 125kg trekken: 19de met 105kg stoten: geen geldige poging               |
| Natsagiin Ser-Od           | -75kg (m)   | 18e       | drukken: 20ste met 130kg trekken: 13de met 122,5kg stoten: 18de met 147,5kg totaal: 400kg |

### Judo
| Olympiër                   | Discipline      | Resultaat | Prestatie |
| -------------------------- | --------------- | --------- | --- |
| Bakhvain Buyadaa           | -63kg (m)       | DSQ       | 1ste ronde: W van USA Okada 2de ronde: W van SUI Burkhard kwartfinale: V van JPN Kawaguchi herkansingen: W van TWN Cheng herkansingen 2: W van FRG Koppen halve finale: W van FRA Mounier finale: V van JPN Kawaguchi |
| Damirangiin Baatarjav      | -70kg (m)       | 18e       | 1ste ronde: V van POR Roquete |
| Choidoryn Övgönkhüü        | -80kg (m)       | 19e       | 1ste ronde: vrij 2de ronde: V van YUG Obadov |
| Luvsansharavyn Rentsendorj | -93kg (m)       | 19e       | 1ste ronde: vrij 2de ronde: V van CUB Ibañez |
| Püreviin Dagvasüren        | +93kg (m)       | 16e       | 1ste ronde: vrij 2de ronde: V van MAR Kassou |
| Luvsansharavyn Rentsendorj | open klasse (m) | 9e        | 1ste ronde: W van AUT Pollak 2de ronde: V van FRA Brondani herkansingen: V van CAN Rogers |

### Schietsport
| Olympiër                   | Discipline                   | Resultaat | Prestatie                       |
| -------------------------- | ---------------------------- | --------- | ------------------------------- |
| Yondonjamtsyn Batsükh      | 50m geweer 3 houdingen       | 54e       | 1088 punten: (390-331-367)      |
| Mendbayaryn Jantsankhorloo | 50m geweer 3 houdingen       | 40e       | 1125 punten: (397-350-378)      |
| Yondonjamtsyn Batsükh      | 50m geweer liggend           | 96e       | 572 punten: (98-96-94-95-96-93) |
| Mendbayaryn Jantsankhorloo | 50m geweer liggend           | 42e       | 591 punten: (97-98-99-99-99-99) |
| Yondonjamtsyn Batsükh      | 300m vrij geweer 3 houdingen | 32e       | 1067 punten: (374-332-361)      |
| Tüdeviin Myagmarjav        | 50m pistool                  | 39e       | 537 punten: (88-90-89-88-90-92) |
| Tserenjavyn Ölziibayar     | 50m pistool                  | 35e       | 539 punten: (89-93-87-89-91-90) |
| Tüdeviin Myagmarjav        | 25m snelvuurpistool          | 39e       | 577 punten: (195-195-187)       |
| Tserenjav Ulziibaiar       | 25m snelvuurpistool          | DNS       | niet gestart                    |

### Worstelen
| Olympiër                   | Discipline  | Resultaat   | Prestatie |
| Vrije stijl                | Vrije stijl | Vrije stijl | Vrije stijl |
| -------------------------- | ----------- | ----------- | --- |
| Bazarragchaagiin Jamsran   | -48kg (m)   | 12e         | 1ste ronde: V van FRG Lacour 2de ronde: V van IRI Javadi |
| Dorjzovdyn Ganbat          | -52kg (m)   | 13e         | 1ste ronde: W van CUB Alonso 2de ronde: V van BUL Baev 3de ronde: V van URS Alakhverdiyev                                                                                                 |
| Megdiin Khoilogdorj        | -57kg (m)   | 9e          | 1ste ronde: V van URS Kuleshov 2de ronde: W van MEX López 3de ronde: G van HUN Klinga 4de ronde: V van IRI Kheder                                                                         |
| Zevegiin Oidov             | -62kg (m)   | 23e         | 1ste ronde: V van USA Davis 2de ronde: V van URS Andulbekov |
| Tsedendambyn Natsagdorj    | -68kg (m)   | 4e          | 1ste ronde: W van IND Singh 2de ronde: V van BUL Yuseinov 3de ronde: W van TUR Şahin 4de ronde: W van HUN Rusznyák 5de ronde: W van GDR Schröder                                          |
| Danzandarjaagiin Sereeter  | -74kg (m)   | 13e         | 1ste ronde: W van AUT Hartmann 2de ronde: V van USA Wells 3de ronde: V van BUL Pavlov |
| Tömöriin Artag             | -82kg (m)   | 9e          | 1ste ronde: W van TUR Polat 2de ronde: V van URS Tediashvili 3de ronde: W van HUN Kovács 4de ronde: V van SWE Elmgren                                                                     |
| Jigjidiin Mönkhbat         | -90kg (m)   | 11e         | 1ste ronde: V van TUR Güçlü 2de ronde: vrij |
| Khorloogiin Bayanmönkh     | -100kg (m)  | Zilver      | 1ste ronde: W van FRG Hecher 2de ronde: W van TCH Engel 3de ronde: W van IRI Anvari 4de ronde: W van ROU Panait 5de ronde: vrij 6de ronde: W van HUN Csatári 7de ronde: V van URS Yarygin |
| Grieks-Romeins             |             |             | |
| Ochirdolgoryn Enkhtaivan   | -48kg (m)   | 15e         | 1ste ronde: V van SWE Svensson |
| Jamsrangiin Mönkh–Ochir    | -52kg (m)   | 8e          | 1ste ronde: W van USA Steiger 2de ronde: W van NOR Martiniussen 3de ronde: V van TCH Zeman 4de ronde: V van BUL Kirov                                                                     |
| Chimedbazaryn Damdinsharav | -57kg (m)   | 17e         | 1ste ronde: W van AUT Hack 2de ronde: V van POL Lipień 3de ronde: G van GRE Moschidis |
| Dasrangiin Myagmar         | -82kg (m)   | 18e         | 1ste ronde: V van TCH Janota 2de ronde: V van FIN Laakso |

Afghanistan · Albanië · Algerije · Amerikaanse Maagdeneilanden · Argentinië · Australië · Bahama's · Barbados · België · Bermuda · Birma · Bolivia · Bondsrepubliek Duitsland · Brazilië · Brits-Honduras · Bulgarije · Canada · Ceylon · Chili · Colombia · Congo-Brazzaville · Costa Rica · Cuba · Dahomey · Denemarken · Dominicaanse Republiek · Duitse Democratische Republiek · Ecuador · Egypte · El Salvador · Ethiopië · Fiji · Filipijnen · Finland · Frankrijk · Gabon · Ghana · Griekenland · Groot-Brittannië · Guatemala · Guyana · Haïti · Hongarije · Hongkong · Ierland · IJsland · India · Indonesië · Iran · Israël · Italië · Ivoorkust · Jamaica · Japan · Joegoslavië · Kameroen · Kenia · Khmerrepubliek · Koeweit · Lesotho · Libanon · Liberia · Liechtenstein · Luxemburg · Madagaskar · Malawi · Maleisië · Mali · Malta · Marokko · Mexico · Monaco · Mongolië · Nederland · Nederlandse Antillen · Nepal · Nicaragua · Nieuw-Zeeland · Niger · Nigeria · Noord-Korea · Noorwegen · Oeganda · Oostenrijk · Opper-Volta · Pakistan · Panama · Paraguay · Peru · Polen · Portugal · Puerto Rico · Roemenië · San Marino · Saoedi-Arabië · Senegal · Singapore · Soedan · Somalië · Sovjet-Unie · Spanje · Suriname · Swaziland · Syrië · Taiwan · Tanzania · Thailand · Togo · Trinidad en Tobago · Tsjaad · Tsjecho-Slowakije · Tunesië · Turkije · Uruguay · Venezuela · Verenigde Staten · Vietnam · Zambia · Zuid-Korea · Zweden · Zwitserland